# Otto Becker (Musiker)
Otto Becker (* 24. Februar 1870 in Breslau, Provinz Schlesien; † 16. Oktober 1954 in Potsdam) war ein deutscher Musiker. Er wirkte von 1910 bis 1945 als Kantor, Organist und Carilloneur an der Potsdamer Garnisonkirche sowie von 1915 bis 1938 als Organist an der Potsdamer Synagoge.

## Leben und Wirken
Otto Becker wurde am 24. Februar 1870 als zweites von acht Kindern des Tischlermeisters Berthold Becker und seiner Frau Louise Lehmann in Breslau geboren. Nachdem seine musikalische Begabung schon früh erkannt worden war, erhielt er Unterricht an der Violine und am Klavier. Ab 1884 studierte er am Schlesischen Konservatorium Breslau und ab 1891 an der Akademischen Hochschule für Musik Berlin Klavier und Orgel. 
In Berlin wurde er 1894 zum Lehrer und 1909 zum Professor ernannt. 1910 verlieh Kaiser Wilhelm II. ihm die Stelle als Kantor, Organist und Carilloneur an der Potsdamer Garnisonkirche. Im selben Jahr gründete er mit der Violinistin Bianca Samolewska, seiner ersten Frau, die „Garnisonkirchenkonzerte“ und 1911 mit dem Cellisten Walther Schmidt das Kammerensemble „Potsdamer Trio“.
Becker entwickelte die Garnisonkirche zu einer bedeutenden Stätte der Kirchenmusik. Er schrieb Sätze für etwa 200 Lieder und spielte autodidaktisch insgesamt 2026 Mal das Carillon. 1915 wurde ihm außerdem die Stelle als Organist an der Potsdamer Synagoge verliehen. 
Während des Nationalsozialismus musste er am Tag von Potsdam 1933 die Orgel in der Garnisonkirche spielen und nach den Novemberpogromen 1938 die Stelle an der Synagoge aufgeben. Trotz Bedrohungen führte er in dieser Zeit weiterhin verbotene Werke jüdischer Komponisten auf und setzte sich mit seiner Musik für Verfolgte und Verwundete ein. In der Nacht von Potsdam 1945 verbrannte seine umfangreiche Notensammlung in der Garnisonkirche. Nach dem Krieg gab er Kammerkonzerte in der Friedenskirche.
Becker unterhielt Freundschaften zu Johannes Brahms, Hans von Bülow und Max Reger. Zahlreiche Konzertreisen und Rundfunkübertragungen machten ihn auch international bekannt. Aus seiner ersten Ehe mit Bianca Samolewska gingen drei Kinder hervor. Seine zweite Ehe mit Elisabeth Wildt blieb kinderlos. Er starb am 16. Oktober 1954 im Alter von 84 Jahren in Potsdam. Sein Grab befindet sich auf dem Neuen Friedhof.